# Тарасково (Наро-Фоминский городской округ)
Тарасково — деревня в Наро-Фоминском районе Московской области, в составе городского поселения Калининец. Население — 64 человека по Всероссийской переписи 2010 года, в деревне числятся 9 улиц, проезд, переулок, тупик и 11 садовых товариществ. До 2006 года Тарасково входило в состав Петровского сельского округа.
Деревня расположена в северо-восточной части района, примерно в 25 км от Наро-Фоминска, высота центра над уровнем моря 193 м. Ближайшие населённые пункты — примыкающий на западе пгт Калининец, в 0,5 км на северо-восток — Новосумино и Сумино.

## Персоналии
- Навальный, Алексей Анатольевич — российский оппозиционный лидер. Окончил среднюю школу близ деревни.